# Campear
Dentro de los videojuegos, camping (literalmente 'acampar') o campear es un término para referirse a una lógica, pero polémica táctica en la que un jugador obtiene una posición de ventaja estratégica estática, como esconderse en un arbusto o similar. Este comportamiento se manifiesta en línea de diferentes maneras dependiendo del tipo de juego (aventura conversacional, MMOG, shooters, etc.), pero invariablemente involucrará al jugador esperando en un punto a que el juego (o los otro jugadores del mismo) hagan algo de lo cual puedan sacar ventaja, a veces repetidamente. Al campear, un jugador es capaz de aprender y adaptarse al limitado ambiente en el que juega; memorizando puntos específicos en los que revisar repetidamente.
El camping es a menudo visto como un método para eludir la mayor parte de los esfuerzos que se necesitan normalmente para adquirir una recompensa deseada, haciendo que el comportamiento sea polémico. Entre muchos jugadores, camping es considerado bastante similar a hacer trampas, especialmente en los videojuegos de disparo en primera persona de tipo deathmatch.